# 젬스톤 (음악 그룹)
젬스톤은 대한민국의 음악 그룹이다. 2019년 싱글 앨범 [너를 만나]로 데뷔했다.